# Coyotes UTH
Los Coyotes UTH fueron el equipo representativo de fútbol americano universitario de la Universidad Tecnológica de Hermosillo. Participaron en el Grupo Libertad de la Conferencia Premier CONADEIP y jugaron sus partidos como local en el Estadio Héctor Espino en Hermosillo, Sonora. El equipo participó por última vez en la temporada 2017.

## Historia
El equipo fue creado en 2015 y se unió a la Conferencia Premier de la CONADEIP, donde participó en el Grupo Libertad, compitiendo contra otros equipos de los estados de Sonora y Baja California.
En su primera temporada, el equipo fue dirigido por Pedro Aguirre y terminó como sexto dentro de su grupo con marca de 3–5. En 2016, la escuadra sonorense finalizó última de su grupo con récord de un juego ganado y seis perdidos. 
La temporada 2017 los Coyotes igualaron su récord de la temporada pasada, terminando, de nuevo como último del Grupo Libertad. Como hecho notable en esta temporada, el equipo perdió su encuentro ante los Zorros CETYS Mexicali por forfeit, ya que no se presentaron al partido debido a que el autobús que los transportaba se descompuso, y la institución no contaba con recursos económicos para conseguir otro transporte.
El equipo ha sido dirigido por Pedro Aguirre en las temporadas 2015 y 2016. Mientras que para 2017, Jorge Guillermo Pacheco relevó a Aguirre.

## Temporadas
| Campeonato Nacional | Campeonato de Conferencia | Campeonato de Grupo |

| Temporada | Head coach              | Conferencia | Pos. Conf. | Pos. Gpo. | Ganados | Perdidos |
| --------- | ----------------------- | ----------- | ---------- | --------- | ------- | -------- |
| 2015      | Pedro Aguirre           | Premier     | —          | 6.º       | 3       | 5        |
| 2016      | Pedro Aguirre           | Premier     | —          | 6.º       | 1       | 6        |
| 2017      | Jorge Guillermo Pacheco | Premier     | —          | 6.º       | 1       | 6        |